# Viper Club
Viper Club est un film américain réalisé par Maryam Keshavarz, sorti en 2018. Il a été produit par YouTube Premium en association avec CounterNarrative et MaraKesh Films. Il a été présenté au Festival international du film de Toronto 2018 et est sorti en salle aux États-Unis le 26 octobre 2018. Le rôle principal est tenu par Susan Sarandon,.

## Fiche technique
- Réalisation : Maryam Keshavarz
- Scénario : Maryam Keshavarz, Jonathan Mastro
- Production : Anna Gerb, Neal Dodson, J. C. Chandor
- Musique : Gingger Shankar
- Montage : Andrea Chignoli
- Durée : 106 minutes
- Date de sortie :
  - Festival international du film de Toronto : 10 septembre 2018
  - USA : 26 octobre 2018[3]

## Distribution
- Susan Sarandon : Helen
- Matt Bomer : Sam
- Lola Kirke : Amy
- Julian Morris : Andy
- Sheila Vand : Sheila
- Adepero Oduye : Keisha
- Edie Falco : Charlotte
- Jérôme Charvet  : Loïc